# Богуш Іма Анатоліївна
Богуш Іма Анатоліївна (нар. 2 серпня 1990) — колишня білоруська тенісистка.
Найвищу одиночну позицію світового рейтингу — 515 місце досягла 15 вересня 2008, парну — 260 місце — 21 вересня 2009 року.
Здобула 4 парні титули туру ITF.

## Фінали ITF (4–5)

### Парний розряд (4–5)
| Легенда          |
| ---------------- |
| Турніри $100,000 |
| Турніри $75,000  |
| Турніри $50,000  |
| Турніри $25,000  |
| Турніри $15,000  |
| Турніри $10,000  |

| Фінали за покриттям |
| ------------------- |
| Тверде (1–2)        |
| Ґрунт (1–1)         |
| Трава (0–0)         |
| Килим (2–2)         |

| Результат | Ранг | Дата            | Турнір             | Покриття   | Партнерка        | Суперниці                                  | Рахунок               |
| --------- | ---- | --------------- | ------------------ | ---------- | ---------------- | ------------------------------------------ | --------------------- |
| Перемога  | 1.   | 6 березня 2006  | Мінськ, Білорусь   | Килим (i)  | Дар'я Кустова    | Катерина Деголевич Tatsiana Kapshay        | 1–6, 6–3, 6–2         |
| Поразка   | 1.   | 3 березня 2008  | Мінськ, Білорусь   | Килим (i)  | Ксенія Мілевська | Юлія Бейгельзимер Анна Лапущенкова         | 4–6, 5–7              |
| Поразка   | 2.   | 23 червня 2008  | Бреда, Нідерланди  | Ґрунт      | Леся Цуренко     | Даніелле Гармсен Рене Рейнгард             | w/o                   |
| Перемога  | 2.   | 11 серпня 2008  | Ілава, Польща      | Ґрунт      | Романа Табак     | Ліза Маршалл Анна Мовсісян                 | 6–3, 6–2              |
| Перемога  | 3.   | 15 вересня 2008 | Карші, Узбекистан  | Тверде     | Леся Цуренко     | Альбіна Хабібуліна Олександра Колесниченко | 6–3, 6–1              |
| Поразка   | 3.   | 20 жовтня 2008  | Подольськ, Росія   | Килим (i)  | Дар'я Кустова    | Анастасія Полторацька Леся Цуренко         | 6–7(7–9), 6–1, [3–10] |
| Перемога  | 4.   | 2 березня 2009  | Мінськ, Білорусь   | Килим (i)  | Дар'я Кустова    | Віталія Дяченко Євгенія Пашкова            | 6–1, 4–6, [10–8]      |
| Поразка   | 4.   | 30 березня 2009 | Анталія, Туреччина | Тверде     | Марія Жаркова    | Софія Квацабая Августа Цибишева            | 4–6, 6–4, [8–10]      |
| Поразка   | 5.   | 20 квітня 2009  | Алмати, Казахстан  | Тверде (i) | Євгенія Пашкова  | Тетяна Ареф'єва Анастасія Литовченко       | 4–6, 4–6              |

## Участь у Кубку Федерації

### Одиночний розряд
| Розіграш                                | Стадія | Дата          | Місце              | Супротивник | Покриття  | Суперниця        | W/L | Рахунок  |
| --------------------------------------- | ------ | ------------- | ------------------ | ----------- | --------- | ---------------- | --- | -------- |
| 2008 Fed Cup Europe/Africa Zone Group I | P/O    | 2 лютого 2008 | Будапешт, Угорщина | Румунія     | Килим (i) | Моніка Нікулеску | L   | 0–6, 3–6 |

### Парний розряд
| Розіграш                                | Стадія | Дата          | Місце              | Супротивник | Покриття  | Партнерка    | Суперниці                       | W/L | Рахунок  |
| --------------------------------------- | ------ | ------------- | ------------------ | ----------- | --------- | ------------ | ------------------------------- | --- | -------- |
| 2008 Fed Cup Europe/Africa Zone Group I | R/R    | 31 січня 2008 | Будапешт, Угорщина | Slovenia    | Килим (i) | Тетяна Пучек | Полона Герцог Маша Зец-Пешкірич | W   | 6–1, 6–3 |
| 2008 Fed Cup Europe/Africa Zone Group I | R/R    | 1 лютого 2008 | Будапешт, Угорщина | Sweden      | Килим (i) | Тетяна Пучек | Міхаела Юханссон Надя Рома      | W   | 6–4, 6–2 |